# Кам'янськ (Воронезька область)
Кам'янськ (рос. Каменск) — селище у Павловському районі Воронезької області Російської Федерації.
Населення становить 492 особи. Входить до складу муніципального утворення Гаврильське сільське поселення.

## Історія
Населений пункт розташований у межах суцільної української етнічної території, на теренах Східної Слобожанщини.
Від 1928 року належить до Павловського району, спочатку у складі Центрально-Чорноземної області, а від 1934 року — Воронезької області.
Згідно із законом від 15 жовтня 2004 року входить до складу муніципального утворення Гаврильське сільське поселення.

## Населення
| 1900 | 2007 | 2009 | 2010 | 2011 | 2014 |
| ---- | ---- | ---- | ---- | ---- | ---- |
| 11   | ↗461 | ↘459 | ↘432 | ↗468 | ↗492 |